# Josie Loren
Josie Loren Lopez (* 19. März 1987 in Miami, Florida) ist eine US-amerikanische Schauspielerin.
Sie spielte von 2009 bis 2012 in der Fernsehserie Make It or Break It die Hauptrolle der Eliteturnerin Kaylie Cruz. Außerdem übernahm sie Teenagerrollen in anderen Fernsehserien und Filmen. Von November 2014 bis Februar 2015 hatte sie eine Hauptrolle in der letzten Staffel von The Mentalist.
Sie ist seit 2018 mit dem ehemaligen American-Football-Spieler Matt Leinart verheiratet. Sie haben zwei Kinder.

## Filmografie (Auswahl)
- 2006: Veronica Mars (Fernsehserie, Folge 3x05 Ein teuflischer Plan)
- 2006: Hannah Montana (Fernsehserie, Folge 1x18 Eine Lektion für Miley)
- 2006–2007: Drake & Josh (Fernsehserie, 2 Folgen)
- 2007: Medium – Nichts bleibt verborgen (Medium, Fernsehserie, Folge 3x04 Blutrausch)
- 2007: Einfach Cory! (Cory in the House, Fernsehserie, Folge 1x12 Die Intelligenzbestie)
- 2007: Christmas in Paradise (Fernsehfilm)
- 2008: This is Not a Test
- 2009: KikeriPete (Fernsehfilm)
- 2009: 17 Again – Back to High School (17 Again)
- 2009–2012: Make It or Break It (Fernsehserie, 48 Folgen)
- 2010: 10 Dinge, die ich an dir hasse (10 Things I Hate About You, Fernsehserie, Folge 1x15 Gewinnen ist nicht alles)
- 2011: Drop Dead Diva (Fernsehserie, Folge 3x05 Der Abschlussball)
- 2011: Castle (Fernsehserie, Folge 3x21 Tod im Pool)
- 2011: Navy CIS (NCIS, Fernsehserie, Folge 8x19 Ein offenes Buch)
- 2013: 21 & Over
- 2013: The Glades (Fernsehserie, Folge 4x10 Das Böse in der Kunst)
- 2014: Hit the Floor (Fernsehserie, 3 Folgen)
- 2014: Honor Student (Fernsehfilm)
- 2014–2015: The Mentalist (Fernsehserie, 10 Folgen)
- 2015: Young & Hungry (Fernsehserie, 1 Folge)